# (58373) Albertoalonso
(58373) Albertoalonso est un astéroïde de la ceinture principale.

## Description
(58373) Albertoalonso est un astéroïde de la ceinture principale. Il fut découvert le 19 septembre 1995 à Catalina Station par Timothy B. Spahr. Il présente une orbite caractérisée par un demi-grand axe de 2,59 UA, une excentricité de 0,31 et une inclinaison de 26,4° par rapport à l'écliptique.

## Compléments